# رزا پاپو

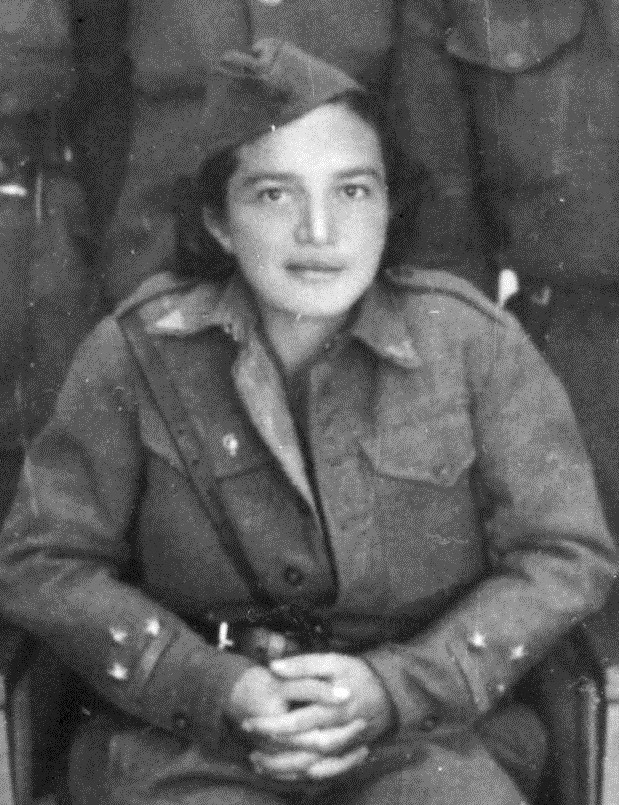
سرلشکر پزشک رزا پاپو در در سی سالگی ۱۹۴۴

رزا پاپو (سارایوو، ۶ فوریه ۱۹۱۴ - بلگراد، ۲۵ فوریه ۱۹۸۴) پزشک یهودی بوسنیایی، شرکت کننده در جنگ آزادیبخش ملی طی جنگ جهانی دوم و سرلشکر ارتش خلق یوگسلاوی بود. او اولین زنی بود که در شبه جزیره بالکان به درجه ژنرالی رسید.

## تحصیلات
او در ۶ فوریه ۱۹۱۴ در سارایووا به دنیا آمد. در سال ۱۹۴۱ از دانشکده پزشکی زاگرب فارغ‌التحصیل شد. او پس از اتمام دوره کارآموزی پزشکی، مدت کوتاهی در بیمارستانی در سارایوو و سپس به عنوان پزشک تأمین اجتماعی در بگووو هان و اولوو مشغول به کار شد. 

## جنگ جهانی دوم

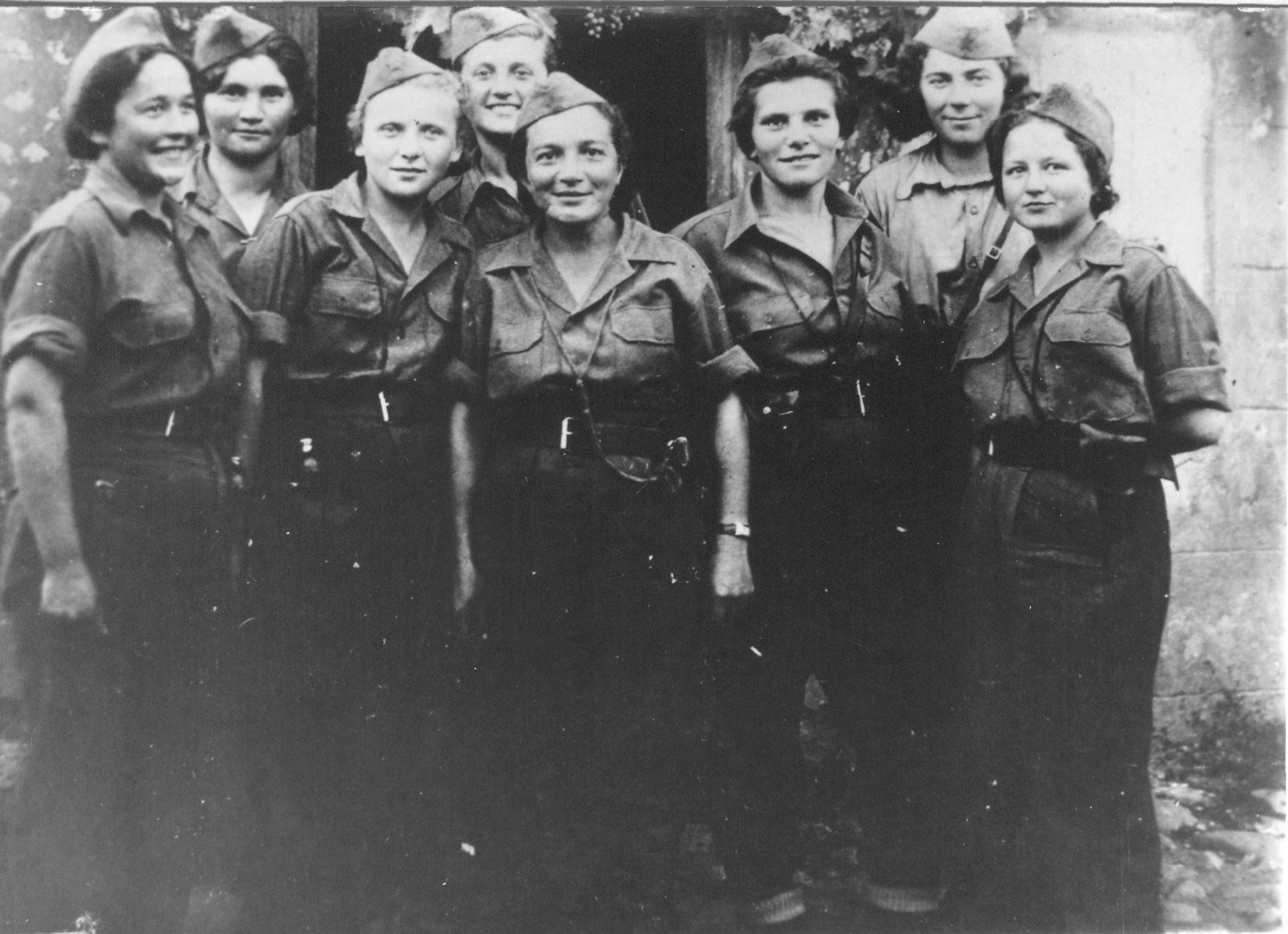
روزا به همراه همرزمانش.

از آغاز جنگ جهانی دوم، او ارتباط خود را با گروه پارتیزان اوزرن حفظ کرد. در پایان سال ۱۹۴۱، پدر و مادرش به اردوگاه کار اجباری یاسنواتس برده شدند و در ۱۷ دسامبر ۱۹۴۱، رزا پاپو به گروه پارتیزان اوزرن پیوست. او تا ۱۹ آوریل ۱۹۴۲ که به عنوان افسر پزشکی گردان شوک ۱ بوسنیایی منصوب شد، تنها پزشک گروه اوزرن بود. در اوت ۱۹۴۲ او به گردان شوک بوسنیایی منتقل شد و در آنجا نیز وظایف افسر پزشکی را انجام داد.
از ۱۹ دسامبر ۱۹۴۲ تا آوریل ۱۹۴۳ او مدیر بیمارستان در شکوویچی بود. سپس همراه با ۸۰ مجروح به روستای ترناوا در نزدیکی اوگلیویک نقل مکان و در آنجا بیمارستان پارتیزانی جدیدی تأسیس کرد و تا ۲۸ ژوئیه ۱۹۴۳ مدیر آن بود. او وظیفه بعدی خود را در تیپ ششم پرولتری تا ۲۵ سپتامبر ۱۹۴۳ انجام داد و سپس تا اکتبر ۱۹۴۴، افسر پزشکی لشکر هفدهم ضربت بود و تا ۲۲ ژانویه به عنوان مدیر بیمارستان لشکر ۱۷ مشغول به کار بود. سپس به سمت مدیریت بیمارستان سیار جراحی در لشنیتسا منصوب شد. در اوت ۱۹۴۵ او افسر پزشکی لشکر ۳ سپاه دفاع ملی یوگسلاوی شد. در پایان سال ۱۹۴۵، او برای آموزش به اتحاد جماهیر شوروی دعوت شد، اما در اداره پزشکی ارتش یوگسلاوی مشغول به کار شد. در طول جنگ، او ازتیفوس اپیدمیک رنج می‌برد، در اوزن در سال ۱۹۴۲ او در اثر انفجار بمب از ناحیه صورت زخمی شد.

## پس از جنگ
پس از اتمام جنگ، ابتدا در بخش پزشکی و سپس در اداره پزشکی ارتش خلق یوگسلاوی مشغول به کار شد. از دسامبر ۱۹۴۸ تا ژانویه ۱۹۵۱ او متخصص بیماری‌های عفونی بود. در دسامبر ۱۹۵۰، او در بخش بیماری‌های عفونی بیمارستان اصلی نظامی در بلگراد شروع به کار کرد. در آن دوره دکتر پاپو در پاریس و لنینگراد نیز به آموزش می‌پرداخت. در سپتامبر ۱۹۵۲ او ابتدا رئیس بخش و بعداً مدیر درمانگاه بیماریهای عفونی دانشکده پزشکی نظامی شد و تا سپتامبر ۱۹۶۹ در آنجا ماند. از سال ۱۹۶۵ به عنوان استاد بیماری‌های عفونی در فرهنگستان علوم پزشکی مشغول به کار شد. او در سال ۱۹۷۳ به درجه سرلشکر ارتقاء یافت و اولین ژنرال زن در خدمات پزشکی ارتش خلق یوگسلاوی شد. خدمت نظامی فعال روزا پاپو در ۳۱ دسامبر ۱۹۷۳ به پایان رسید و وی از ارتش بازنشسته شد.
رزا پاپو یکی از اولین متخصصان بیماری‌های عفونی در یوگسلاوی بود.

## درگذشت
او در ۱۵ مارس ۱۹۴۲ به عضویت حزب کمونیست یوگسلاوی پذیرفته شد. وی سال‌های متمادی عضو شورای جمهوری بوسنی و هرزگوین، عضو بخش بیماری‌های عفونی، عضو انجمن بیماری‌های عفونی یوگسلاوی، عضو هیئت تحریریه مجله صربستان آرشیو برای کل پزشکی، عضو انجمن علمی تاریخ فرهنگ بهداشت یوگسلاوی و انجمن علمی تاریخ فرهنگ بهداشت صربستان بود. وی در ۲۵ فوریه ۱۹۸۴ در بلگراد درگذشت.

## میراث و نشان‌ها
- نشان یادبود پارتیزان ۱۹۴۱
- نشان شجاعت (اکتبر ۱۹۴۴)
- نشان شایستگی نظامی (۱۹۵۲)
- نشان درجه ۱ ارتش خلق (۱۹۵۶)
- نشان برادری (۱۹۶۰)
- نشان شایستگی نظامی با یک ستاره بزرگ (۱۹۷۱)